# Microsema flexilinea
Microsema flexilinea är en fjärilsart som beskrevs av W. Warren 1907. Microsema flexilinea ingår i släktet Microsema och familjen mätare. Inga underarter finns listade i Catalogue of Life.